# Stazione di Mukonosō
La stazione di Mukonosō (武庫之荘駅?, Mukonosō-eki) è una stazione delle Ferrovie Hankyū situata nella città di Amagasaki nella prefettura di Hyōgo. La stazione ha due binari e vi fermano solo i treni locali e gli espressi pendolari.

## Binari
| 1 | ■ Linea Kobe (Direzione Kobe)  | Per Nishinomiya-kitaguchi・Sannomiya・Shinkaichi |
| 2 | ■ Linea Kobe (Direzione Osaka) | Per Jūsō・Umeda                                  |

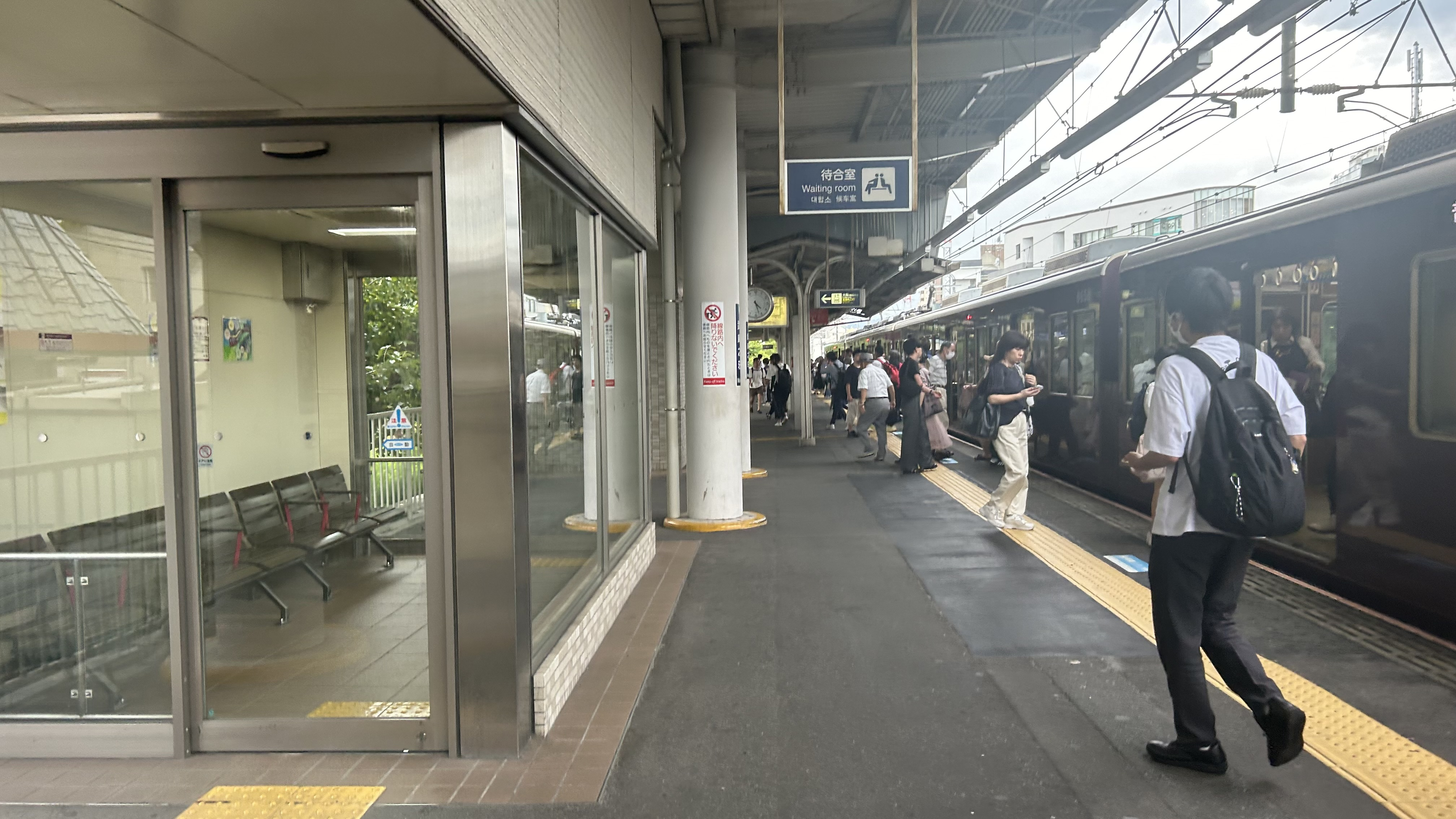
piattaforma
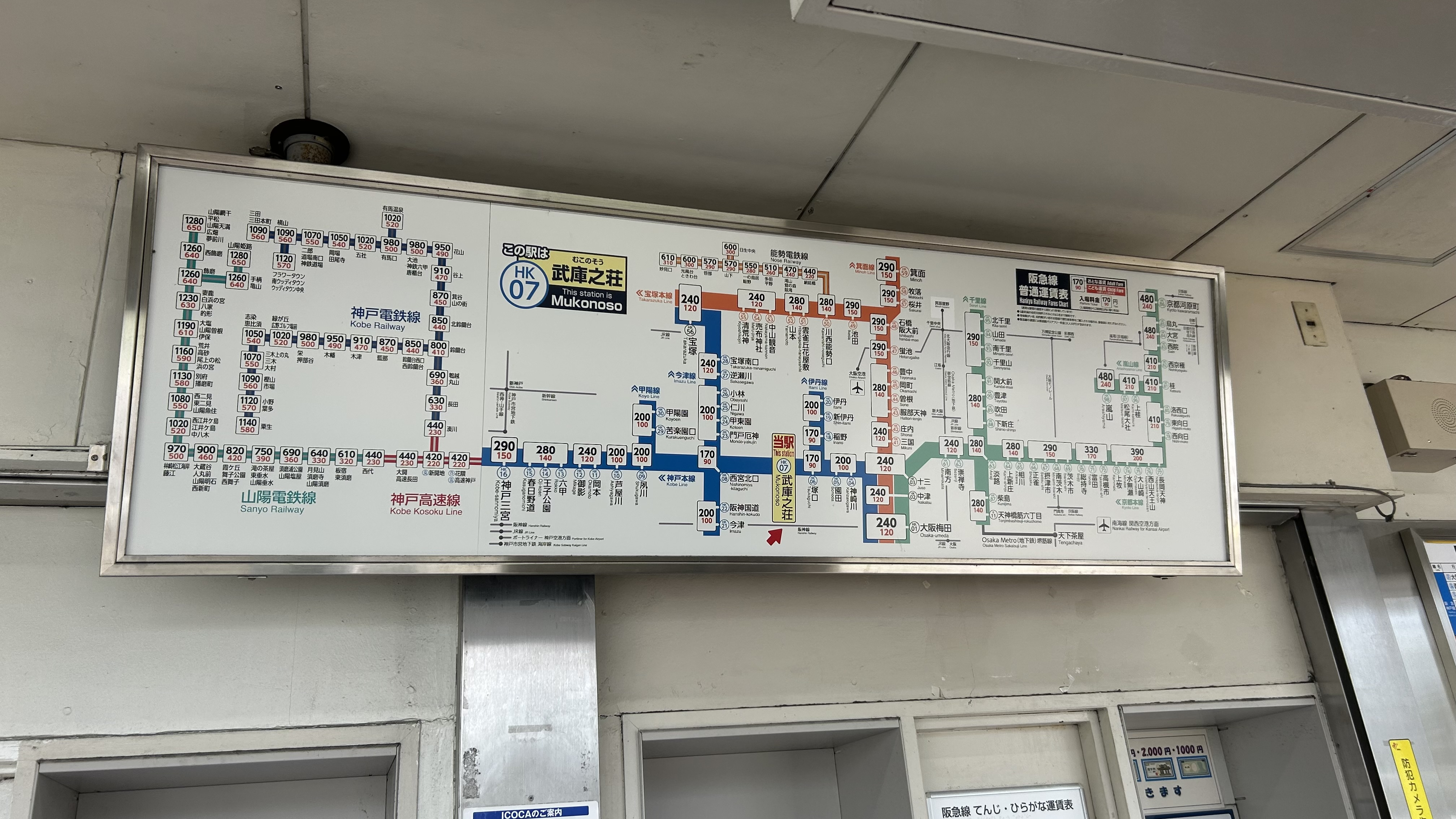
Tabella tariffaria
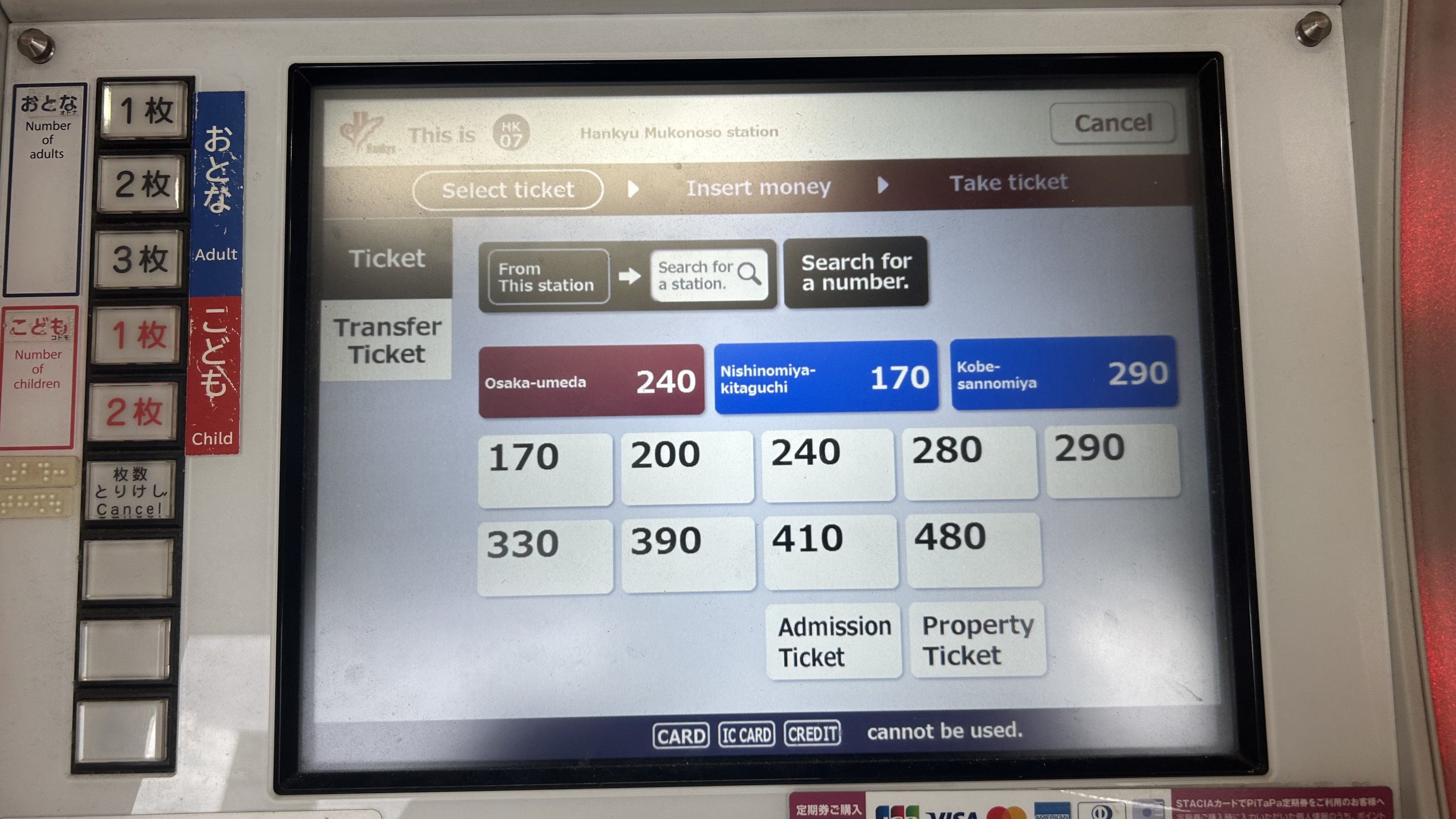
schermata del distributore automatico